# رجال الحرب (فلم)
رجال الحرب (بالإنجليزية: Men of War) هو فيلم حركة، وفيلم حربي أُصدر في 1994. الفيلم تولّت ميرماكس أفلام توزيعه، وهو من إخراج بيري لانغ، أما السيناريو فكان من كتابة جون سايلس.

## القصة
تقع أحداث الفيلم في شيكاغو.

## طاقم التمثيل
- دولف لندجرين
- تيم غوين
- توماس جيبسون
- توم ليستر الابن
- توم رايت  [لغات أخرى]‏
- دونالد هارفي
- تريفور غودارد
- كيفن تيجي
- بي دي ونغ
- شارلوت لويس
- كاثرين بيل
- ألدو سامبريل
- أنتوني دينيسون
- بيري لانغ

## الإنتاج
صوّر الفيلم في تايلاند .
.

## وصلات خارجية
- مقالات تستعمل روابط فنية بلا صلة مع ويكي بيانات